# Kongor
Kongor est une ville du Soudan du Sud, dans l'État du Jonglei.